# 猫缶

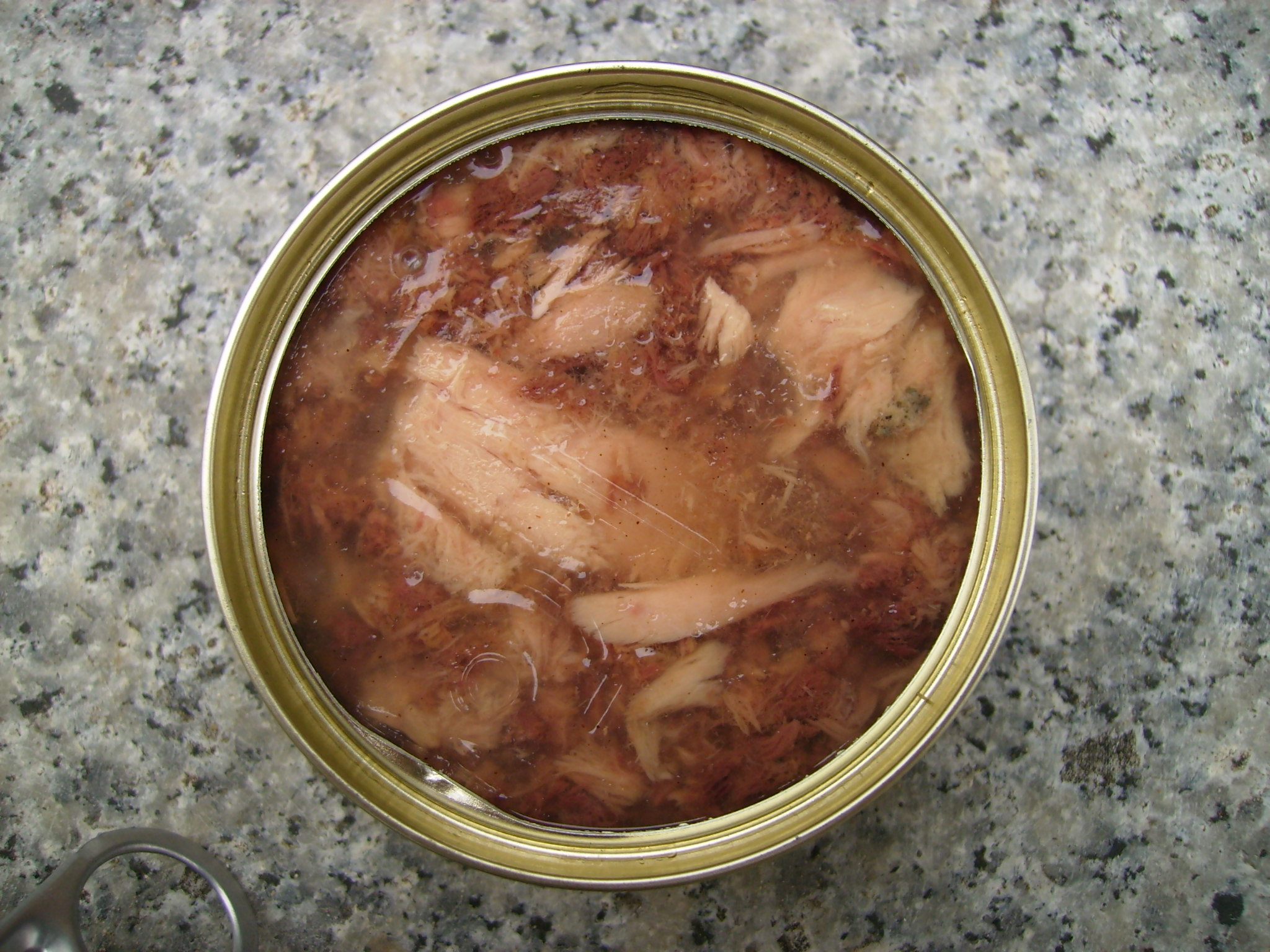
猫缶の中身の例

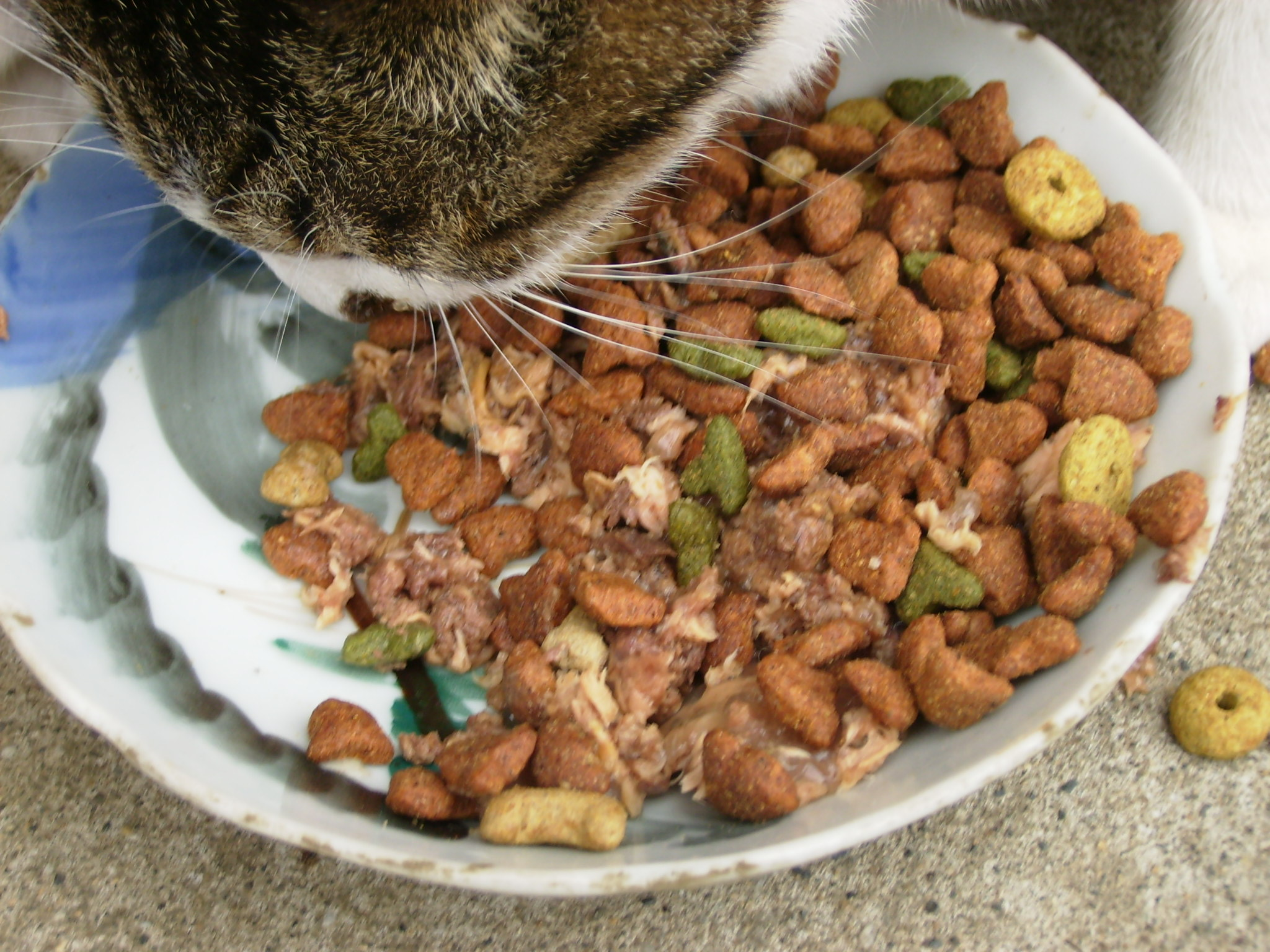
猫缶と総合栄養食固形飼料の組合せ

猫缶（ねこかん）は、猫用の缶入飼料のことである。
日本において、猫は鼠を捕食する益獣として、また愛玩用として広い層に飼育されてきた。従来、猫の飼料としてはねこまんまのように人間の残飯を与えることが多かったが、日本の経済力の向上と共に年々猫の飼育状況が改善され、現在では猫専用の飼料（キャットフード）が各種市販されている。その中でも、缶詰に加工されたウェットフード（水分の多い飼料）を通称「猫缶」と呼ぶ。
日本市場向けの猫缶製品は、タイなどに置かれる工場で生産されることが多い。原料は主に魚肉の「血合い」部分で、これを蒸し、骨抜き処理を行い、フレーク状にし、缶に封入、加熱殺菌する。原料には魚肉だけではなく、若鶏のササミやレバー、野菜等も用いられることがある。さらにオリゴ糖、DHA・EPAといった不飽和脂肪酸等を添加することもある。
猫缶には一般食に分類されるものと、総合栄養食に分類されるものがある。前者を与える場合は栄養の偏りを防ぐため、ドライフードなどの総合栄養食を適宜組み合わせて与える必要がある。

## 参考
- 辺見庸「もの食う人びと」(1994) 共同通信社 （現在は角川文庫版がある。ISBN 4043417012）